# Ромен Дель Кастійо
Ромен Дель Кастійо (фр. Romain Del Castillo, нар. 29 березня 1996, Венісьє) — французький футболіст, нападник клубу «Брест».

## Ігрова кар'єра
Народився 29 березня 1996 року в передмісті Ліона Венісьє. Вихованець футбольної школи клубу «Ліон», в якій навчався з червня 2012 року. У грудні 2015 року він підписав свій перший професійний контракт з клубом до червня 2019 року. Виступаючи за команду до 19 років був учасником Юнацької ліги УЄФА 2015/16. Там у першому ж матчі проти бельгійського «Гента» (3:0) Роме зробив дубль, а в грі з «Зентом» (6:0) забив гол із пенальті. В підсумку з трьома голами Дель Кастійо допоміг клубу з першого місяця вийти у 1/8 фіналу, де французи поступились «Аяксу» (0:3).
20 листопада 2015 року в матчі Ліги 1 проти «Ніцци» (0:3) Дель Кастійо дебютував за першу команду, вийшовши на поле на 64-ій хвилині замість Серхі Дардера. Втім закріпитись у складі рідної команди футболіст не зумів, зігравши за сезон 2015/16 лише дві гри. Через це в подальшому по сезону провів у клубах Ліги 2 «Бур-ан-Бресс» та «Нім».
20 червня 2018 року за 2 млн євро перейшов у клуб Ліги 1 «Ренн», підписавши з новою командою чотирирічну угоду. Станом на 1 червня 2020 року відіграв за команду з Ренна 50 матчів у національному чемпіонаті.
У 2018—19 грав за молодіжну збірну Франції, зокрема, на Молодіжному чемпіонаті Європи 2019.

## Статистика виступів

### Статистика клубних виступів
| Сезон             | Команда           | Чемпіонат         | Чемпіонат | Чемпіонат | Національний кубок | Національний кубок | Національний кубок | Континентальні кубки | Континентальні кубки | Континентальні кубки | Інші змагання | Інші змагання | Інші змагання | Усього | Усього |
| Сезон             | Команда           | Ліга              | Ігор      | Голів     | Ліга               | Ігор               | Голів              | Ліга                 | Ігор                 | Голів                | Ліга          | Ігор          | Голів         | Ігор   | Голів  |
| ----------------- | ----------------- | ----------------- | --------- | --------- | ------------------ | ------------------ | ------------------ | -------------------- | -------------------- | -------------------- | ------------- | ------------- | ------------- | ------ | ------ |
| 2015–16           | «Ліон»            | Л1                | 2         | 0         | КФ+КЛ              | 0                  | 0                  | ЛЧ                   | -                    | -                    | СФ            | -             | -             | 2      | 0      |
| 2016–17           | «Бур-ан-Бресс»    | Л2                | 37        | 5         | КФ+КЛ              | 0+1                | 0                  |                      | -                    | -                    |               | -             | -             | 38     | 5      |
| 2017–18           | «Нім»             | Л2                | 31        | 4         | КФ+КЛ              | 3+0                | 0                  |                      | -                    | -                    |               | -             | -             | 34     | 4      |
| 2018–19           | «Ренн»            | Л1                | 29        | 0         | КФ+КЛ              | 2+1                | 0                  | ЛЄ                   | 4                    | 0                    |               | -             | -             | 36     | 0      |
| 2019–20           | «Ренн»            | Л1                | 21        | 2         | КФ+КЛ              | 5+1                | 0                  | ЛЄ                   | 5                    | 0                    | СФ            | 1             | 0             | 33     | 2      |
| Усього за «Ренн»  | Усього за «Ренн»  | Усього за «Ренн»  | 50        | 2         |                    | 9                  | 0                  |                      | 9                    | 0                    |               | 1             | 0             | 69     | 2      |
| Усього за кар'єру | Усього за кар'єру | Усього за кар'єру | 120       | 2         |                    | 13                 | 0                  |                      | 9                    | 0                    |               | 1             | 0             | 143    | 11     |

## Титули і досягнення
- Володар Кубка Франції (1):

«Ренн»: 2018-19